# Южная Ломоватка
Ю́жная Ломова́тка (укр. Южна Ломуватка) — посёлок, относится к Брянковскому городскому совету Луганской области Украины. Находится под контролем самопровозглашённой Луганской Народной Республики.

## Географическое положение
Расположен у истоков реки Ломоватки. Соседние населённые пункты: сёла Степановка, Надаровка, Веселогоровка на северо-западе, Полевое на западе, посёлок Вергулёвка на юге, село Оленовка и город Зоринск на юго-востоке, посёлки Червоный Прапор на востоке, Ломоватка (ниже по течению реки Ломоватки), Глубокий и город Брянка на северо-востоке, посёлок Анновка (ниже по течению Ломоватки) на севере.

## История
Посёлок строился вместе с шахтой «Ломоватская-Южная», с 1953 года.
Статус пгт с 1959 года.
В 1978 году основой экономики являлась добыча угля.
В январе 1989 года численность населения составляла 3951 человек.
По переписи 2001 года население составляло 3497 человек.
По состоянию на 1 января 2013 года численность населения составляла 3395 человек.
С весны 2014 года — под контролем самопровозглашённой Луганской Народной Республики.

## Местный совет
94194, Луганская обл., Брянковский горсовет, пгт. Южная Ломоватка, ул. Ульяновых, д. 2.

## Культура
В посёлке есть стадион «Спартак», поселковый клуб, церковь.

## Транспорт
Находится в 2 км от железнодорожной станции Ломоватка (на линии Дебальцево — Попасная) и недалеко от остановочного пункта 1043 км.